# 愛知県道139号須成七宝稲沢線
愛知県道139号須成七宝稲沢線（あいちけんどう139ごう すなりしっぽういなざわせん）は、愛知県海部郡蟹江町から愛知県稲沢市に至る一般県道である。

## 概要

### 路線データ
- 起点：愛知県海部郡蟹江町須成西
- 終点：愛知県稲沢市高御堂

## 沿革
- 1959年（昭和34年）12月15日：認定

## 路線状況

### 別名
- 佐屋街道（あま市）

### 重複区間
- 愛知県道68号名古屋津島線（佐屋街道）（あま市七宝庁舎北交差点 - 秋竹交差点）
- 愛知県道128号給父清須線（森南交差点 - 森交差点）
- 愛知県道67号名古屋祖父江線（高重交差点 - 北島皿屋敷交差点）
- 愛知県道136号一宮清須線（美濃街道）（曙橋北交差点 - 高御堂交差点）

## 地理

### 通過する自治体
- 愛知県
  - 海部郡蟹江町 - あま市 - 稲沢市

### 接続する道路
- 愛知県道40号名古屋蟹江弥富線（蟹江IC東交差点、須成交差点）
- 愛知県道103号境政成新田蟹江線（蟹江町須成）
- 愛知県道115号津島七宝名古屋線（伊福交差点）
- 愛知県道68号名古屋津島線（佐屋街道）（一部区間が重複）
- 愛知県道79号あま愛西線（甚目寺街道）（沖之島交差点）
- 愛知県道126号給父西枇杷島線（富塚交差点）
- 愛知県道128号給父清須線（一部区間が重複）
- 愛知県道67号名古屋祖父江線（一部区間が重複）
- 愛知県道136号一宮清須線（美濃街道）（一部区間が重複）
- 愛知県道62号春日井稲沢線・愛知県道65号一宮蟹江線（高御堂交差点）

### 沿線
- 東名阪自動車道 蟹江IC
- 藤丸団地
- 七宝町総合体育館
- あま市七宝庁舎
- あま市立七宝小学校
- 七宝焼アートヴィレッジ
- 名鉄津島線 七宝駅
- ピアゴ甚目寺店
- 豊田合成稲沢工場
- 稲沢トップモール
- 愛知県立稲沢東高等学校
- 稲沢市立高御堂小学校
- 高御堂団地